# Oray

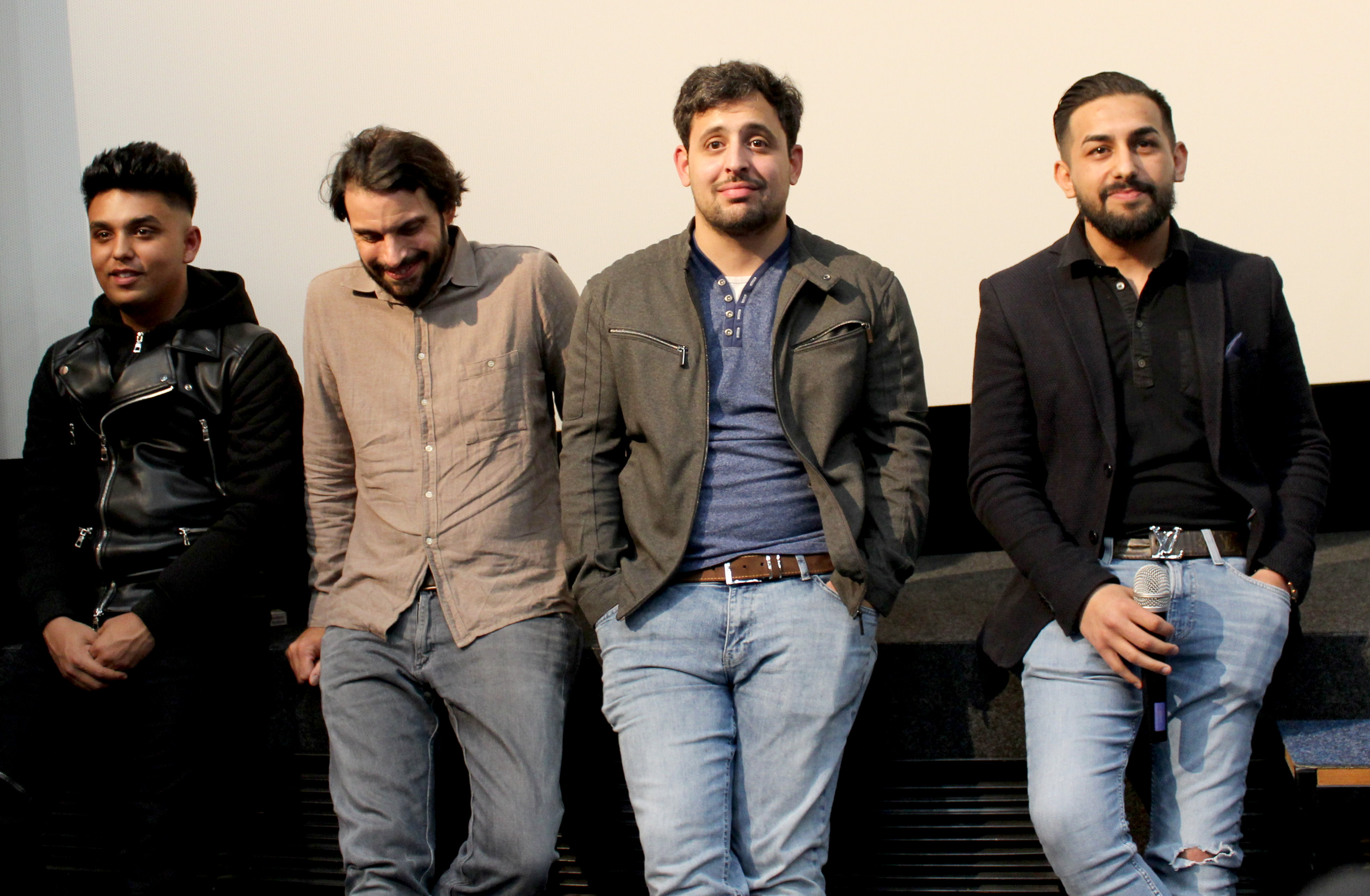
V. l. n. r.: Mikael Bajrami, Kameramann Christian Kochmann, Cem Göktaş, Zejhun Dimirov. Metropol-Filmkunstkino Düsseldorf 2019.

Oray ist ein deutscher Spielfilm von Mehmet Akif Büyükatalay. Premiere war am 11. Februar 2019 auf der 69. Berlinale in der Sektion Perspektive Deutsches Kino. Dort wurde er als bester Erstlingsfilm ausgezeichnet.

## Handlung
Oray, ein junger Muslim türkischer Abstammung, lebt mit seiner Ehefrau Burcu in Hagen. In einem Streit spricht er die islamische Scheidungsformel Talāq aus. Der Imam seiner Heimatgemeinde klärt ihn über die Konsequenzen auf: Oray muss sich für drei Monate von Burcu trennen.
Er nutzt die Zwangspause für einen Neuanfang und zieht nach Köln. Hier findet er einen Job auf einem Trödelmarkt und eine neue Gemeinde, die vom jungen Imam Bilal geleitet wird. Bald fängt er an zu predigen und ist beliebt bei allen, was bei Bilal Neid auslöst. Er missioniert den Jungen Ebu Bekir für den Islam. Als Burcu Oray überraschend besucht, merken sie, dass die Pause ihnen gut getan hat. Sie lieben sich nach wie vor. Deshalb fragt er Bilal um Rat. Doch dieser vertritt eine strengere Auslegung des islamischen Rechts, nämlich, dass das Aussprechen von Talāq nicht Pause, sondern endgültige Scheidung bedeutet.
Oray verdrängt Bilals Fatwa und ist hin- und hergerissen zwischen seinem Glauben an die Liebe und seiner Liebe zum Glauben. Die Anspannung zwischen Bilal und Oray endet in einem heftigen Streit, woraufhin er die Gemeinde verlässt. Als auch Burcu nach Hagen zurückkehrt, vereinsamt er. Oray muss eine Entscheidung treffen.

## Hintergrund
Oray wurde produziert von filmfaust filmproduktion in Ko-Produktion mit ZDF/Das Kleine Fernsehspiel und Kunsthochschule für Medien Köln. Gefördert wurde Oray von der Film- und Medienstiftung NRW.
Der Film entstand als Abschlussarbeit an der Kunsthochschule für Medien Köln.

## Kritik
„Der Film konzentriert sich ganz auf diese Figur, und es ist nicht zuletzt der Spielkunst Zejhun Demirovs zu verdanken, dass wir uns auf ein ganz anderes Bild der islamischen Gemeinschaft einlassen können. Er lädt uns ein, das normale Leben eines in Deutschland lebenden Muslims, die Bedeutung der Religion in seinem Alltag zu erleben.“
Jurybegründung First Steps Award

„ein besonders abgründiger und ernstzunehmender Beitrag …“
Spiegel Online
„Dank seiner sensiblen Kamera und der pointierten Dialoge, die niemals hölzern, sondern stets durch und durch lebensecht wirken, ist Oray ein beachtliches Debüt geworden, das neue Blickwinkel und Einsichten ermöglicht ins Lebenswelten, die man sonst nur klischeehaft verzerrt auf der Leinwand oder im Fernsehen sieht. Ein Glücksfall wie gesagt.“
Kino-Zeit
„Ein sehenswerter, dichter, durch und durch glaubwürdiger Film, der aller Dramatik zum Trotz einen fast schon dokumentarischen Blick auf die Lebenswelt muslimischer junger Männer in Deutschland fernab jeder Klischeehaftigkeit wirft.“
Deutsche Film- und Medienbewertung
„Büyükatalay nutzt die hervorragende Mischung aus jungen Talenten und Laiendarstellern dafür, Charaktere und ihre Beziehungen naturalistisch anzulegen und entwickelt die Geschichte damit so präzise, wie man es bei Debütfilmern selten sieht.“
Cineuropa

## Auszeichnungen
- 2018 First Steps Award: Zejhun Demirov (Götz-George-Nachwuchspreis)
- 2018 Nominierung First Steps Award: Mehmet Akif Büyükatalay (Regie)[9]
- 2019 Prädikat „besonders wertvoll“ Deutsche Film- und Medienbewertung Wiesbaden FBW[10]
- 2019 Berlinale 2019 – GWFF Bester Erstlingsfilm
- 2019 Festival del Cinema Europeo, Italien – Golden Olive Tree “Cristina Soldano Award for Best Film”
- 2019 Crossing Europe Filmfestival Linz, Österreich – besondere Erwähnung von Oray
- 2019 Construir Cine Film Festival, Argentinien – besondere Erwähnung von Oray
- 2019 Filmplus Festival 2019, Deutschland – Schnitt'
- 2019 Cinedays Festival of European Film, Mazedonien – Beste Regie
- 2019 CCinedays Festival of European Film, Mazedonien – besondere Erwähnung von Oray
- 2019 Augenblick Filmfestival, Frankreich – Hauptpreis der Jury für Oray
- 2020 Festival Premiers Plans d’Angers – Hauptpreis der Jury für Oray